# Hippodrome de la Crau
L'hippodrome de la Crau ou de Salon-de-Provence est un champ de course situé sur le territoire de la commune de Salon-de-Provence, dans le département français des Bouches-du-Rhône. Il est situé en bordure nord-est de la réserve naturelle nationale des Coussouls de Crau.

## Histoire
L'hippodrome est créé en 1886. La réunion inaugurale, le 16 mai, propose deux courses de plat, une course au trot attelé, une au trot monté et une course de haie.
En 1927, le programme comprend trois réunions, dans les trois disciplines (trot, plat, obstacles), sur trois jours consécutifs en juin
.

## Caractéristiques
L'hippodrome est constitué d'une piste en pouzzolane de 1 326 m, corde à droite et large de 20 m pour le trot, et d'une piste en herbe de 1 460 m, corde à droite et large de 18 m pour le plat.

## Évènements
L'hippodrome a accueilli une étape du Grand National du trot en 2016, 2021 et en 2025.